# 阿保親王
阿保親王（あぼしんのう）は、平城天皇の第一皇子。在原行平・在原業平の父。

## 経歴

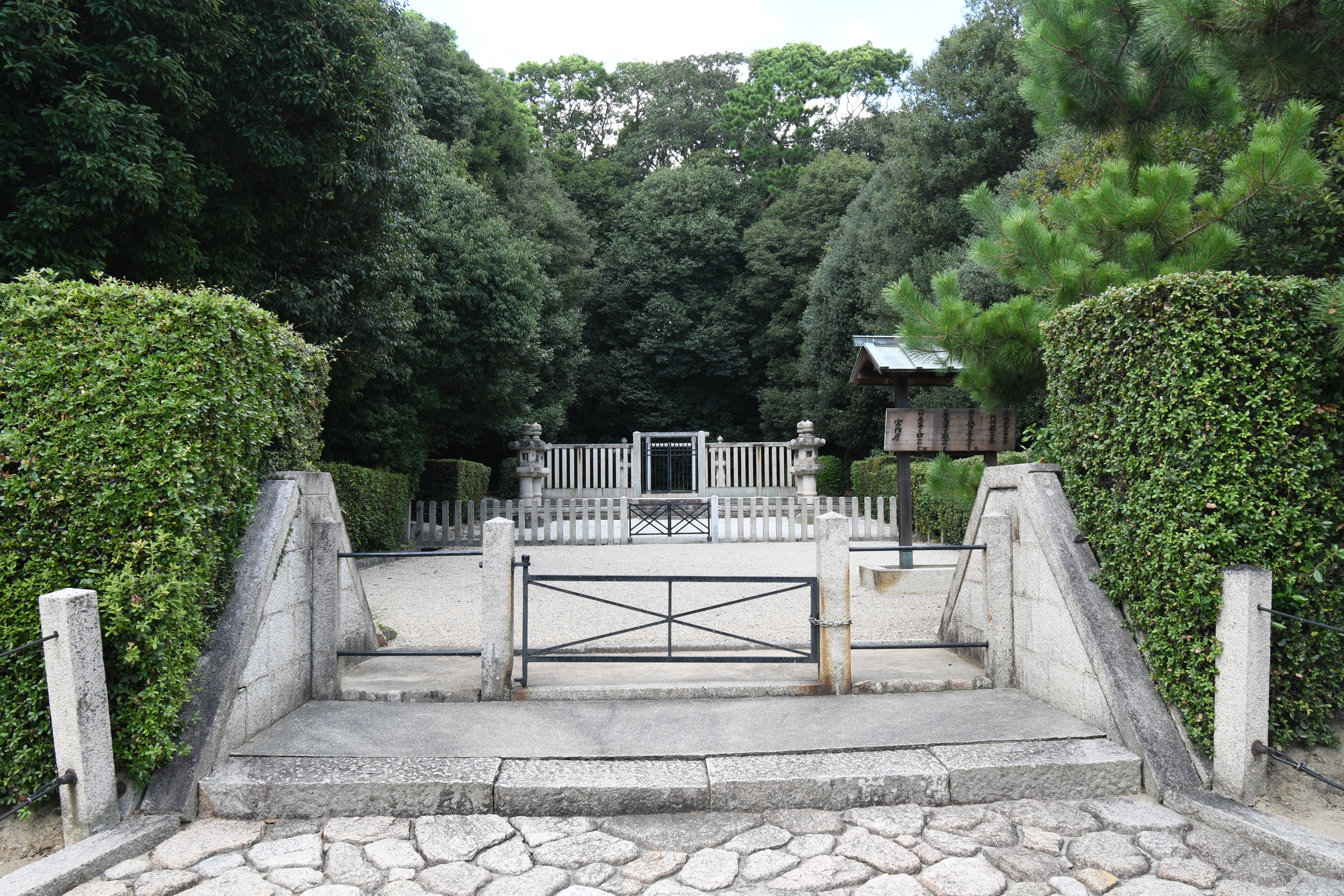
阿保親王墓（兵庫県芦屋市）
宮内庁治定墓。ただし考古学的には古墳時代前期（4世紀代）の古墳とされる。

大同4年（809年）に四品に叙せられたが、翌弘仁元年（810年）に発生した薬子の変で出家した父の平城上皇と皇太子を廃された弟の高岳親王に連座して、大宰権帥に左遷された。
弘仁15年（824年）平城上皇の崩御後、叔父の嵯峨天皇によってようやく入京を許された。
天長3年（826年）子息の行平・業平等に在原朝臣姓が賜与され、臣籍降下させている。翌天長4年（827年）上総太守に任ぜられた。天長10年（833年）仁明天皇の即位後まもなく三品に叙せられると、仁明朝では上野太守や治部卿・兵部卿・弾正尹等を歴任した。
承和9年（842年）橘逸勢らから東宮・恒貞親王の身上について策謀を持ちかけられるが、阿保親王は与せずに逸勢の従姉妹でもあった皇太后・橘嘉智子に密書にて報告し、判断を委ねた（承和の変）。親王が早い段階で皇太后に報告したのには、円満な人として評判が高かった皇太后から従兄弟の橘逸勢に対して軽挙を止めるよう説得することを期待する意図もあったのではないかとの推測がある。
変の3ヶ月後の10月22日に急死した。享年51。最終官位は弾正尹三品。葬儀に際し、承和の変で反乱を未然に防いだ功績を評され一品の品位を追贈された。死因は明らかとなっていないが、阿保親王への一品贈与の宣命から、親王が変後全く参内しなかったこと、その死がきわめて急であったことが知られるとし、親王の死は自殺ではないにしても、少なくとも精神的にはそれに近かったのではないかとする解釈がある。

## 人物

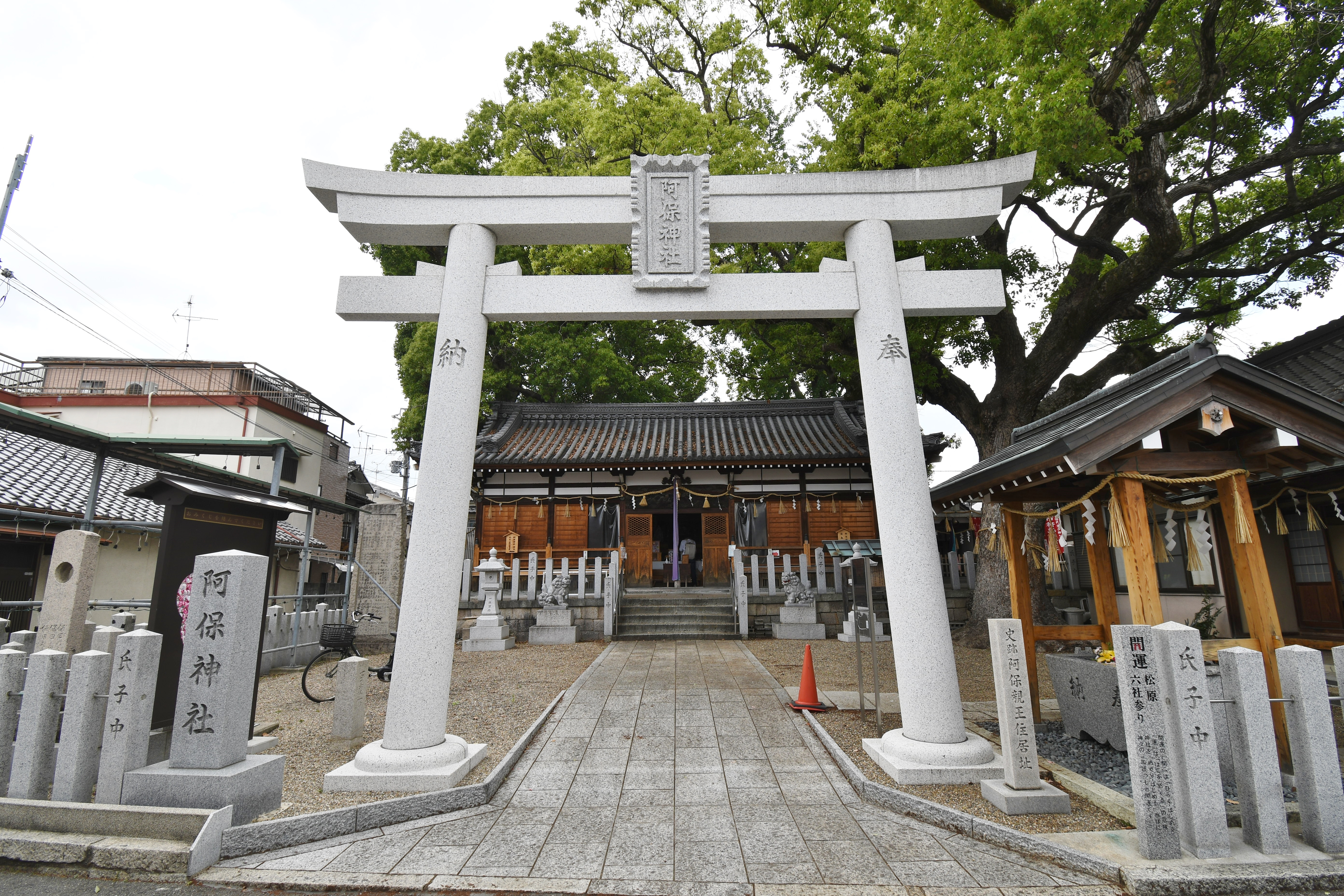
阿保神社（大阪府松原市）
阿保親王を祭神とする。鳥居右脇に「阿保親王住居址」碑が建つ。

性格は謙譲で控え目であった。文武の才を兼ね備えており、腕力が強い一方で、絃歌（弦楽器を演奏しながら歌うこと）に優れていたという。
大阪府松原市には阿保親王に由来する阿保（あお）という地名があり、阿保親王を祭神とする阿保神社がある。

## 官歴
- 大同4年（809年） 9月15日：四品
- 弘仁元年（810年） 9月19日：大宰権帥
- 天長4年（827年） 6月9日：上総太守
- 天長10年（833年） 3月6日：三品
- 承和元年（834年） 2月5日：治部卿。2月13日：遠江国敷智郡古荒田33町を賜与。3月21日：兼上野太守。
- 承和3年（836年） 5月15日：宮内卿、上野太守如元
- 承和4年（837年） 6月23日：兵部卿、上野太守如元
- 承和7年（840年） 6月10日：弾正尹
- 承和9年（842年） 正月13日：上総大守、弾正尹如元。10月22日：薨去（弾正尹三品）。10月：贈一品。

## 系譜
- 阿保親王・『前賢故実』より父：平城天皇[4]
- 母：葛井藤子（葛井道依の娘）[6]
- 妃：伊都内親王（桓武天皇の皇女）[7]
  - 五男：在原業平（825-880）[7]
- 生母不詳
  - 長男：兼見王[8]
  - 次男：在原仲平[8]
  - 三男：在原行平（818-893）[9]
  - 四男：在原守平[8]
  - 六男：行慶[8]
  - 女子：源弘室[10]
  - 女子：[8]

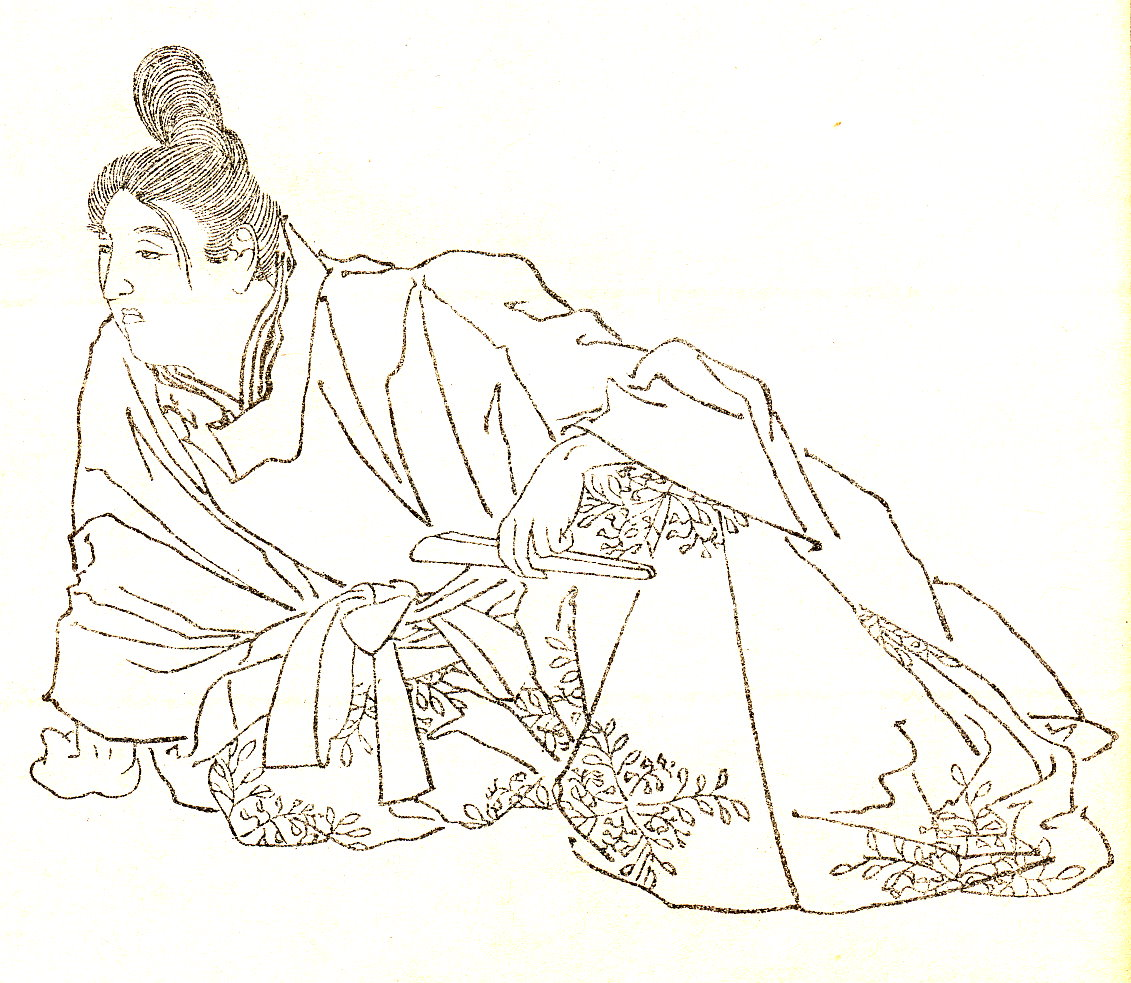
阿保親王・『前賢故実』より

その他、大江音人を阿保親王の落胤とする説もある。